# Diachasmimorpha
Diachasmimorpha är ett släkte av steklar. Diachasmimorpha ingår i familjen bracksteklar.

## Dottertaxa tillDiachasmimorpha, i alfabetisk ordning[1]
- Diachasmimorpha aino
- Diachasmimorpha albigaster
- Diachasmimorpha albobalteata
- Diachasmimorpha alcatica
- Diachasmimorpha ammanotus
- Diachasmimorpha bicolor
- Diachasmimorpha brevistyli
- Diachasmimorpha budrysi
- Diachasmimorpha carinata
- Diachasmimorpha comaulica
- Diachasmimorpha comperei
- Diachasmimorpha curvinervis
- Diachasmimorpha dacusii
- Diachasmimorpha dicrocarinata
- Diachasmimorpha feijeni
- Diachasmimorpha flavifacialis
- Diachasmimorpha flavoflagellaris
- Diachasmimorpha fullawayi
- Diachasmimorpha hageni
- Diachasmimorpha hildagensis
- Diachasmimorpha hypnotica
- Diachasmimorpha insignis
- Diachasmimorpha irkutensis
- Diachasmimorpha juglandis
- Diachasmimorpha kalgae
- Diachasmimorpha kasparyani
- Diachasmimorpha kerzhneri
- Diachasmimorpha kraussii
- Diachasmimorpha longicauda
- Diachasmimorpha longicaudata
- Diachasmimorpha maai
- Diachasmimorpha melathorax
- Diachasmimorpha mellea
- Diachasmimorpha mexicana
- Diachasmimorpha nigrorubra
- Diachasmimorpha olgae
- Diachasmimorpha paeoniae
- Diachasmimorpha palleomaculata
- Diachasmimorpha rubronigra
- Diachasmimorpha rubrosoma
- Diachasmimorpha sanguinea
- Diachasmimorpha semibrunnea
- Diachasmimorpha sibulana
- Diachasmimorpha sinuata
- Diachasmimorpha sublaevis
- Diachasmimorpha suggestiva
- Diachasmimorpha terebrator
- Diachasmimorpha thailandica
- Diachasmimorpha torricelliensis
- Diachasmimorpha tryoni